# Bricqueville-la-Blouette
Bricqueville-la-Blouette é uma comuna francesa na região administrativa da Normandia, no departamento Mancha. Estende-se por uma área de 6,25 km². Em 2010 a comuna tinha 566 habitantes (densidade: 90,6 hab./km²).